# Ramenki distrikt

Ramenki (ryska: Раменки) är ett stadsdistrikt (rajon) i den västra delen av Moskva, Rysslands huvudstad. Den har en yta på 18,54 km², varav 16,72 km² är bebyggd areal, och hade 133 595 invånare i början av 2015. I Ramenki finns bland annat Moskvas största universitet, det så kallade Moskvauniversitetet, och dessutom ligger filmstudion Mosfilm där som sägs vara den största och äldsta i landet. Sveriges ambassad är belägen i detta distrikt.

## Kuriosa
Ramenki har figurerat i svensk litteratur genom Jan Guillous bok Fiendens fiende från 1989 som är den fjärde boken om greve Carl Hamilton (litterär figur). I boken söker Hamilton upp Stig Sandström (Stig Bergling) som befinner sig i en lägenhet i Ramenki och dödar honom med en syl.